# بيراما غي
بيراما غي (بالفرنسية: Birama Gueye) هو مدرب كرة قدم موريتاني مخضرم، سبق له تولي قيادة الكثير من الأندية في موريتانيا.